# Metapone sauteri
Metapone sauteri é uma espécie de formiga do gênero Metapone, pertencente à subfamília Myrmicinae.